# Slangetunge-familien
Slangetunge-familien (Ophioglossaceae) er en gruppe af bregner der afviger en del fra de fleste andre bregner. Taksonomisk henregnes de som regel til bregnerne, men familiens taksonomiske tilhørsforhold er dog omdiskuteret og nogen opfatter den som beslægtet med Psilotum eller med Brasenføde.
Slangetunge-familien adskiller sig fra andre bregner på flere punkter
- De sætter kun ét enkelt blad af gangen
- Forplantningsorganerne adskiller sig betydeligt fra andre bregners
- Gametofytten er underjordisk og afhængig af symbiotisk samliv med svampe – de fleste andre bregners gametofyt er overjordisk og får energi via fotosyntese

Slangetunge-familiens arter er som regel jordlevende, men nogle få er epifytter. De findes både i tempererede og tropiske områder.
| Slægter i Danmark |

- Månerude (Botrychium)
- Slangetunge (Ophioglossum)

## Note
1. ↑  ITIS: Slangetunge-ordenen (engelsk)

## Eksternt link
Slangetunge-familien på Curlie (som bygger videre på Open Directory Project) 
| Portal | Portal:Botanik |

| Botanik | Spire Denne botanikartikel er en spire som bør udbygges. Du er velkommen til at hjælpe Wikipedia ved at udvide den. |